# 당진초등학교
당진초등학교는 대한민국 충청남도 당진시 읍내동에 있는 공립 초등학교이다.

## 학교 연혁
- 1913년 3월 1일 당진공립보통학교 개교
- 1938년 4월 1일 당진현내공립심상소학교 개칭
- 1938년 9월 1일 현 위치로 교사 이전
- 1941년 4월 1일 당진현내공립국민학교로 개칭
- 1947년 9월 1일 당진국민학교로 개칭
- 1950년 3월 1일 성당국민학교 분리
- 1958년 4월 1일 계성국민학교 분리
- 1969년 3월 1일 탑동국민학교 분리
- 1975년 3월 1일 용연국민학교 분리
- 1996년 3월 1일 당진초등학교로 개칭
- 2000년 3월 1일 용연초등학교 통폐합
- 2013년 3월 1일 개교 100주년 기념 행사
- 2017년 2월 10일 제101회 졸업식(총 19,039명)
- 2017년 3월 1일 초등학교 30학급, 병설유치원 2학급 편성
- 2018년 3월 1일 초등학교 32학급, 병설유치원 2학급 편성

## 학교 상징
- 교화 : 장미 - 아름다운 생활 추구
- 교목 : 은행나무 - 봉사, 개척정신 발휘

## 참고 자료
- 당진초등학교 - 한국교육학술정보원 학교알리미